# Exorista rendina
Exorista rendina là một loài ruồi trong họ Tachinidae.